# Hollywood Canine Canteen
Pour plus de détails, voir Fiche technique et Distribution.
Hollywood Canine Canteen est un court métrage d'animation américain de la série Merrie Melodies, réalisé par Robert McKimson et produit par la Warner Bros. Cartoons, sorti en 1946.